# Felice Milano
Felice Luigi Ferruccio Milano (* 23. Mai 1891 in Valentano; † 11. November 1915 in  Zagora, Italien) war ein italienischer Fußballspieler, der während seiner aktiven Laufbahn für US Pro Vercelli sowie für die italienische Fußballnationalmannschaft auflief.
Felice Milano hatte drei Brüder (Giuseppe, Aldo und Remigio), die ebenfalls als Fußballspieler aktiv waren.

## Karriere
Felice Milano war während seiner aktiven Karriere von 1907 bis 1914 für die US Pro Vercelliaktiv. Dabei konnte er mit Vercelli die Italienische Fußballmeisterschaft 1908 gewinnen. Im Folgejahr wurde der Titel erfolgreich verteidigt und nach dem knapp verpassten Gewinn der Meisterschaft im Jahr 1909/10, gelang es dem Stürmer mit Pro Vercelli zwischen 1910/11 und 1912/13 drei Mal in Folge die italienische Meisterschaft zu gewinnen.
Milano wurde im Jahr 1912 erstmals in die italienische Auswahl berufen, für die er am 17. März 1912 bei der 3:4-Niederlage gegen Frankreich debütierte. Bei seinem fünften Einsatz am 1. Mai 1913 gegen Belgien gelang es ihm seinen einzigen Sieg mit der Nationalmannschaft zu verbuchen, als Belgien knapp bezwungen wurde. Sein letztes Länderspiel bestritt der Angreifer am 15. Juni 1913 bei der 0:2-Niederlage gegen Österreich.

## Erfolge
- Italienische Meisterschaft: 1908,  1909, 1910/11, 1911/12, 1912/13